# University of Nebraska-Lincoln
Die 1869 gegründete University of Nebraska-Lincoln (UNL) in Lincoln im US-Bundesstaat Nebraska ist neben Omaha und Kearney der größte der drei Standorte der staatlichen University of Nebraska.
Mit rund 22.000 Studenten ist sie die größte Hochschule des Bundesstaates Nebraska, sie bietet ein weitgefächertes Angebot an Fächern. Sie war bis 2011 Mitglied der Association of American Universities, einem seit 1900 bestehenden Verbund führender forschungsintensiver nordamerikanischer Universitäten.
Hauptaugenmerk liegt regionalbedingt auf der Agrarwissenschaft; so wurde dort u. a. die Erfrischungsbrause Kool-Aid erfunden und Herstellungsprozesse für Formfleisch entwickelt, wie es z. B. im McDonald’s-Produkt „McRib“ zu finden ist.
Das große Areal in Lincoln liegt zentral im Stadtkern Lincolns an der Cornhuskers Avenue. Flankiert wird das Gelände mit dem für Midwest-Verhältnisse riesigen Memorial Stadium.
Die Universität ist Namensgeber der Nebraska Peaks, Antarktika.

## Sport
Die Sportgruppen sind der Big Ten Conference angeschlossen und vor allem im American Football sehr erfolgreich. So gewannen die Nebraska Cornhuskers fünfmal die National Championship im College Football. Die Cornhuskers, deren Maskottchen ein Mann mit roter Latzhose und großem „N“ ist, bilden eine der größten gemeinsamen Identitätspunkte der Nebraskianer (vom roten Gartenzwerg, über Autoflaggen bis zu den obligaten T-Shirts ist alles zu haben). Der frühere Coach der Cornhuskers, Tom Osborne, saß von 2001 bis 2007 als Vertreter des 3rd Congressional Districts in U.S. House of Representatives.

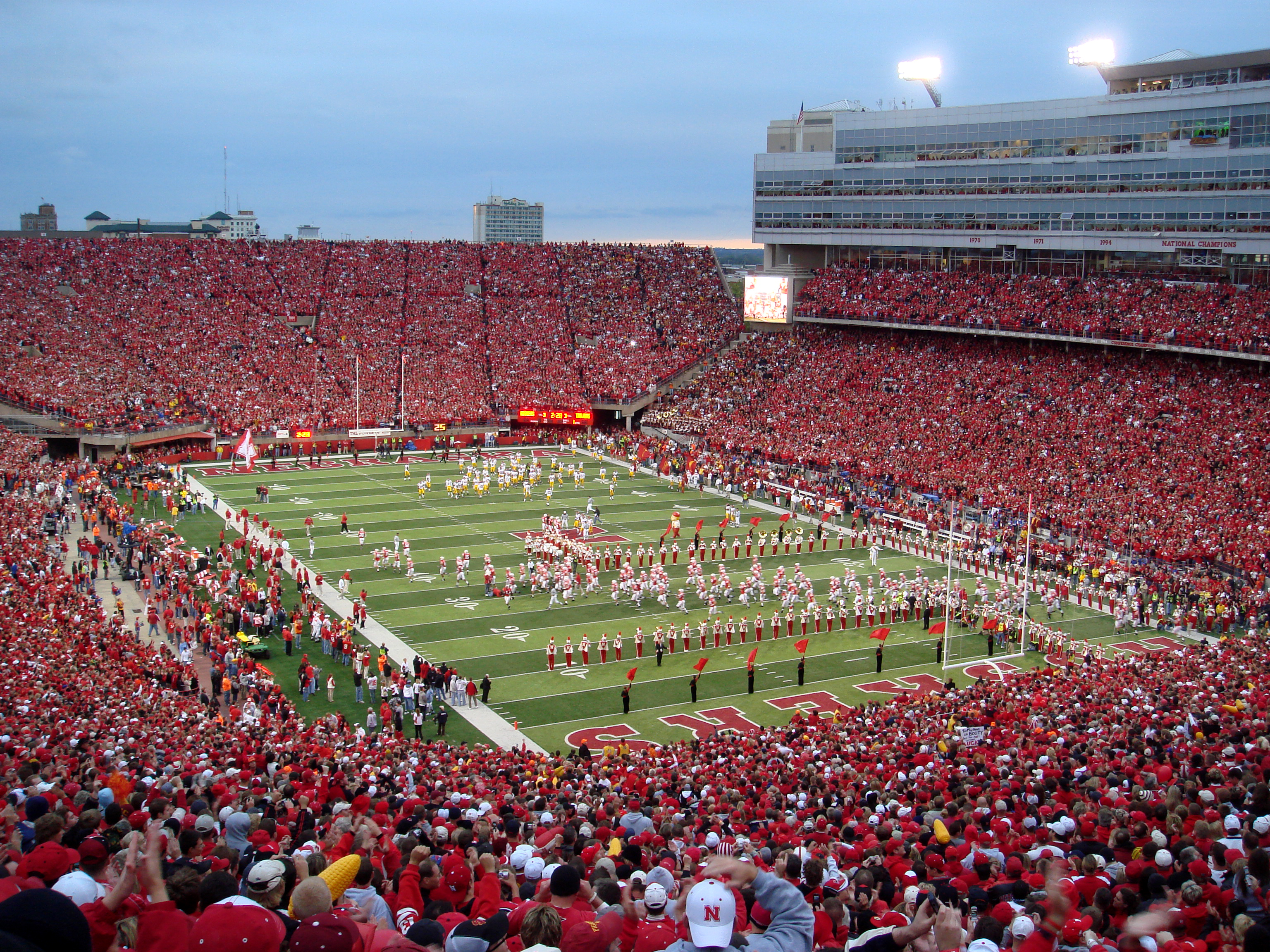
Das Memorial Stadium, Heimat des College-Footballteams
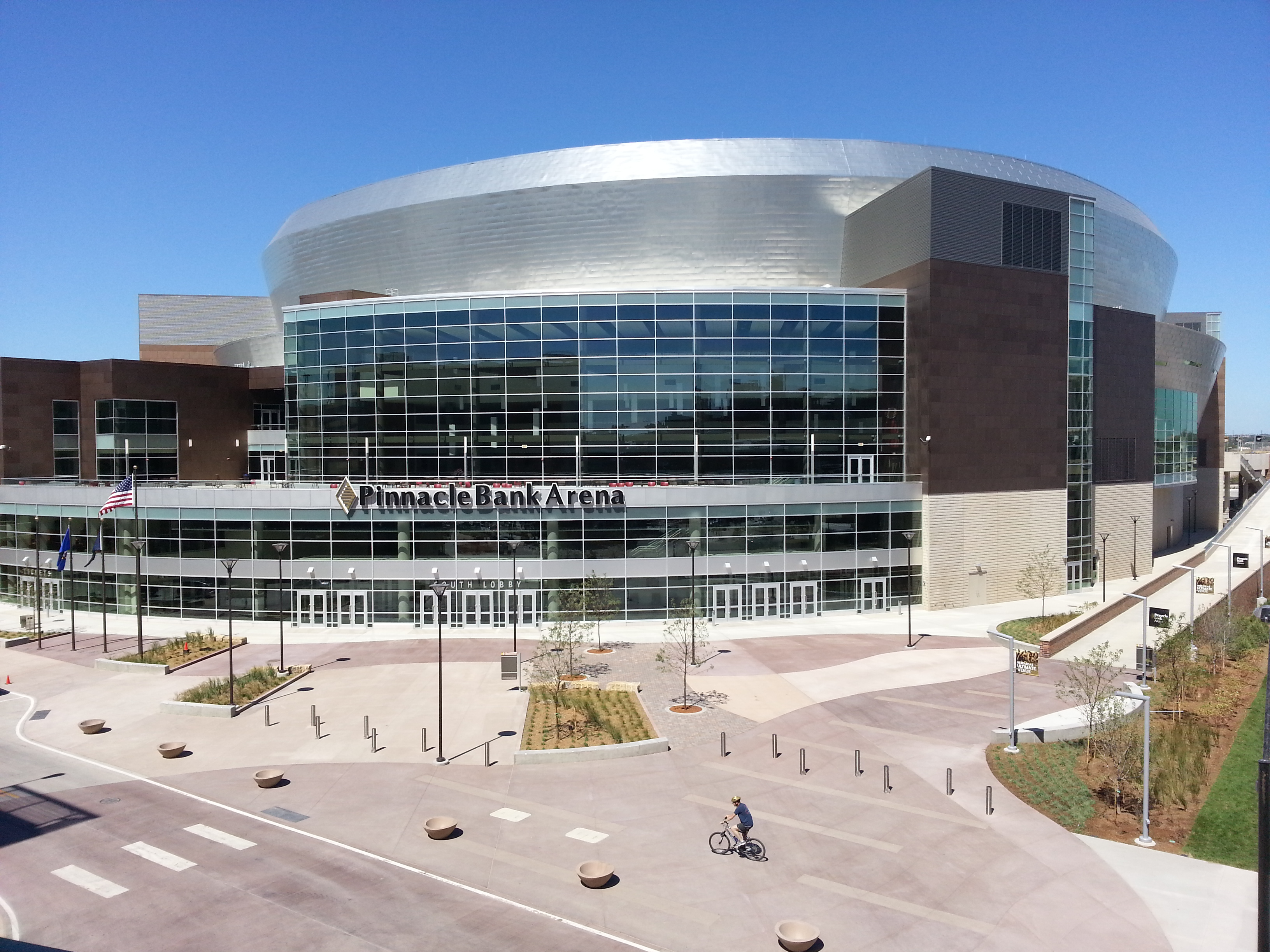
Die Pinnacle Bank Arena, Spielstätte der College-Basketballmannschaften der Frauen und Männer

## Persönlichkeiten

### Hochschullehrer
Siehe Kategorie:Hochschullehrer (University of Nebraska at Lincoln)

### Absolventen
- Ameer Abdullah (* 1993) – American-Football-Spieler
- George Wells Beadle (1903–1989) – Biologe, Nobelpreis Physiologie/Medizin 1958
- Michael Booker (* 1975) – American-Football-Spieler
- Bob Brown (1941–2023) – American-Football-Spieler
- Warren Buffett (* 1930) – CEO Berkshire Hathaway, laut Forbes Magazine einer der reichsten Menschen der Welt
- Johnny Carson (1925–2005) – ehemaliger Moderator der Tonight Show
- Willa Cather (1873–1947) – Schriftstellerin
- Donna Dewey, Filmproduzentin und Oscarpreisträgerin
- Edward Augustus Holyoke (1908–2001) – Anatom
- Bob Kerrey (* 1943) – ehemaliger Gouverneur von Nebraska
- Ted Kooser (* 1939) – Dichter
- Tyronn Lue (* 1977) – Basketballspieler und -trainer
- Robert A. Neimeyer (* 1954) – Psychologe, Psychotherapeut und Hochschullehrer in Memphis
- John J. Pershing (1860–1948) – General der amerikanischen Armee im Ersten Weltkrieg
- Dave Rimington (* 1960) – American-Football-Spieler
- Lynn Rogers (* 1958) – Vizegouverneur von Kansas
- Emmy Rossum (* 1986) – Sängerin und Schauspielerin
- Bernie Scherer (1913–2004) – American-Football-Spieler
- Ndamukong Suh (* 1987) – American-Football-Spieler
- Zac Taylor (* 1983) – American-Football-Trainer
- Jim Thompson (1906–1977) – Schriftsteller
- Mick Tingelhoff (1940–2021) – American-Football-Spieler
- Kārlis Ulmanis (1877–1942) – ehemaliger Premierminister und Präsident von Lettland
- Demorrio Williams (* 1980) – American-Football-Spieler
- Norbert Stock (* 1967) – Chemiker und Hochschullehrer an der Christian-Albrechts-Universität zu Kiel